# Кошереле
Кошереле (рум. Coșerele) — село у повіті Прахова в Румунії. Входить до складу комуни Горнет-Кріков.
Село розташоване на відстані 73 км на північ від Бухареста, 23 км на північний схід від Плоєшті, 144 км на захід від Галаца, 80 км на південний схід від Брашова.

## Населення
За даними перепису населення 2002 року у селі проживали 575 осіб, з них 573 особи (99,7%) румунів. Рідною мовою 573 особи (99,7%) назвали румунську.